# Гопал Кришна Госвами
Гопа́л Кри́шна Госва́ми (IAST: Gopāla Kṛṣṇa Gosvāmī, англ. Gopal Krishna Goswami; имя при рождении — Гопа́л Кри́шна Кха́нна, англ. Gopal Krishna Khanna; 14 августа 1944, Нью-Дели, Британская Индия — 5 мая 2024, Дехра-Дун, Индия) — индийский кришнаитский гуру, один из духовных лидеров Международного общества сознания Кришны (ИСККОН). Первый индийский ученик Бхактиведанты Свами Прабхупады (1896—1977) на Западе. Гуру (1982—2024) и член Руководящего совета ИСККОН (1975—2024), член правления издательства «Бхактиведанта Бук Траст» (1976—2024).

## Биография

### 1944—1967 гг. Ранние годы
Гопал Кришна Кханна родился 14 августа 1944 года в Нью-Дели, Британская Индия, в семье офицера индийского флота. Окончив с отличием Делийский университет, он отправился в Европу, где изучал менеджмент в Сорбоннском университете в Париже. Свою учёбу Гопал Кришна завершил в Университете Макгилла в Монреале, где, согласно официальной биографии, он получил учёную степень магистра по управлению бизнесом. После этого он работал в департаменте маркетинговых исследований компании Coca-Cola и в фармацевтической компании Bristol-Myers. Духовный поиск Гопала Кришны начался в 1967 году, когда он начал посещать различные духовные общины: церкви, храмы, гурудвары.

### 1968 г. Встреча с кришнаитами и Прабхупадой
31 мая 1968 года Гопал Кришна впервые посетил храм Международного общества сознания Кришны (ИСККОН) в Монреале. Сделал он это по приглашению настоятеля храма, который также сообщил ему, что на следующий день в город приезжает основатель ИСККОН Бхактиведанта Свами Прабхупада (которого ученики называли Шрила Прабхупада). Когда Гопал Кришна изъявил желание сделать какое-либо служение для вайшнавского гуру, президент храма послал его приготовить комнату, в которой тот должен был остановиться.
В то время во всём мире существовало всего четыре храма ИСККОН — три в США (в Нью-Йорке, Сан-Франциско и Лос-Анджелесе) и один в Канаде (в Монреале). По этой причине, Прабхупада, путешествуя и проповедуя по разным храмам, останавливался в каждом из них на долгое время — по нескольку недель и даже месяцев. В монреальском храме Прабхупада на этот раз пробыл три месяца.
Проповедуя гаудия-вайшнавизм на Западе, Прабхупада всегда очень благосклонно относился к своим соотечественникам. Гопал Кришна, однако, выделялся среди других индийцев, которые приходили к нему. Обычно целью их прихода было получение даршана вайшнавского садху. Почтительно отдав поклоны и послушав лекцию в течение нескольких минут, они удалялись прочь. Гопал Кришна, напротив, приходил на лекции регулярно и уходил только после их окончания. Он вспоминает: «Моей единственной маленькой заслугой было то, что я очень уважительно относился к Прабхупаде с первого же дня, как я его встретил. Я всегда оставался на его лекциях до самого конца, уходя с них только после того, как он уходил сам». Прабхупада скоро заметил это и начал ежедневно лично общаться с образованным индийским юношей, давая ему наставления в духовной жизни. Через несколько недель личного общения с Прабхупадой, Гопал Кришна решил стать его учеником и принять гаудия-вайшнавизм.

### 1969—1974 гг. Принятие духовного посвящения и первые годы в ИСККОН
После того, как Прабхупада покинул Монреаль и отправился проповедовать в другие храмы ИСККОН, между ним и Гопала Кришной началась активная переписка, в ходе которой они обменивались письмами около трёх раз в месяц. 27 мая 1969 года Гопал Кришна получил духовное посвящение: Прабхупада не стал давать ему новое имя, как это обычно делается в таких случаях, а написал ему: «Так как тебя уже зовут Гопал Кришна, то нет необходимости менять твоё имя. Теперь ты будешь известен как „Гопал Кришна Даса“».
В 1970 году Гопал Кришна Даса женился на Экаяни Даси — ученице Прабхупады из Нью-Йорка. До 1975 года он продолжал работать в компании Bristol-Myers, оказывая финансовую помощь канадским храмам ИСККОН. В течение нескольких лет он также выполнял обязанности личного секретаря Прабхупады.

### 1975—1980 гг. Миссионерская деятельность в Индии и Советском Союзе
Я с теплотой вспоминаю времена, когда впервые попал в Москву еще во времена СССР. Меня очень поразили открытость и доброжелательность россиян. Как духовного лидера меня особенно порадовало уважение к древней культуре Индии.
В 1975 году Прабхупада назначил Гопалу Кришну членом Руководящего совета ИСККОН. В период с 1975 по 1976 год он руководил ИСККОН в Индии и Юго-Восточной Азии (за исключением Японии, Филиппин и Индонезии). В частности, он возглавил проекты ИСККОН в Бомбее, Дели, Гуджарате, Хайдарабаде, Мадрасе и Канпуре.
В 1976 году Гопал Кришна Даса был назначен членом правления издательства «Бхактиведанта Бук Траст», а деятельностью ИСККОН в Индии продолжил руководить вместе с Хамсадуттой. Гопал Кришна возглавил индийское отделение «Бхактиведанта Бук Траст» и начал курировать публикацию вайшнавской литературы на языках Индии. Он вспоминает, что «Прабхупада очень хотел, чтобы в Индии публиковалось много книг. В течение этих двух лет он постоянно напоминал мне печатать всё больше и больше литературы».
Гопал Кришна начал переводческую и издательскую деятельность с публикации на хинди первой песни «Бхагавата-пураны» с комментариями Прабхупады, который остался очень доволен изданием и постоянно вдохновлял его использовать свой талант в маркетинге для широкого распространения кришнаитской литературы. В одном из писем Прабхупада писал Гопалу Кришне, что «Сейчас ты можешь использовать твои познания в маркетинге для служения Кришне. Это высшее совершенство образования».
В марте 1976 года Прабхупада поручил Гопалу Кришне проповедовать в СССР. В 1976 и 1977 годах он в качестве представителя издательства «Бхактиведанта Бук Траст» несколько раз приезжал в Советский Союз, подарив книги Прабхупады советским библиотекам. В 1977 году он принял участие в Московской международной книжной ярмарке в качестве представителя «Бхактиведанта Бук Траст» и получил почётный диплом от организаторов выставки. Прабхупада остался очень доволен и с гордостью показывал этот диплом всем, кто к нему приходил, говоря, что даже в СССР оценили его книги. Позднее Гопал Кришна Госвами организовал в Индии публикацию «Бхагавад-гиты как она есть» на русском языке, которая вышла в 1984 году.
В марте 1977 года Гопал Кришна стал одним из членов комитета по развитию Маяпура, в обязанности которого входило курирование строительства храма и штаб-квартиры ИСККОН в Маяпуре. Тогда же Руководящий совет поручил Гопалу Кришне и Гаргамуни Свами возглавить программу по распространению кришнаитской литературы на хинди и бенгали в индийских средних школах. В том же году в Руководящем совете ИСККОН был сформирован «Международный комитет почётного членства в ИСККОН». Главой комитета был избран Брахмананда Свами, а в его состав кроме Гопала Кришны Дасы вошли также Джаятиртха Даса и Адикешава Свами. В последующие годы, Гопал Кришна сыграл ключевую роль в установлении в Индии программы почётного членства в ИСККОН, которая привлекла в ряды ИСККОН многих богатых индусов. Во многом благодаря его активному вкладу, в 1970-е годы были построены крупные храмы и ведические культурные центры ИСККОН в Бомбее и Вриндаване.
В марте 1978 года Гопал Кришна начал курировать деятельность ИСККОН в Китае и Канаде, а его обязанности по руководству деятельностью ИСККОН в Индии (за исключением Дели) были переданы Джаяпатаке Свами и другим лидерам. В том же году Гопал Кришна стал членом комитета, курирующего сбор средств для продолжения строительства проекта в Маяпуре.
В марте 1979 года по решению Руководящего совета к зоне ответственности Гопала Кришны в Индии были добавлены Бомбей и Гуджарат. Деятельностью ИСККОН в Китае вместо него стали руководить Тамала Кришна Госвами и Хамсадутта Свами. Также решением Руководящего совета Гопал Кришна возглавил программу почётного членства в ИСККОН в Северной Америке, сменив на этом посту Адикешаву Свами.
В феврале 1980 года Гопал Кришна также начал руководить деятельностью ИСККОН в Чандигархе и на Маврикии. Тогда же был создан комитет по координации проповеднической деятельности на всей территории Индии. Кроме Гопала Кришны, членами комитета стали Джаяпатака Свами, Бхавананда Госвами, Джаятиртха Свами и Бхактисварупа Дамодара Свами.

### 1980—2024 гг. Принятие отречения и деятельность в руководстве ИСККОН

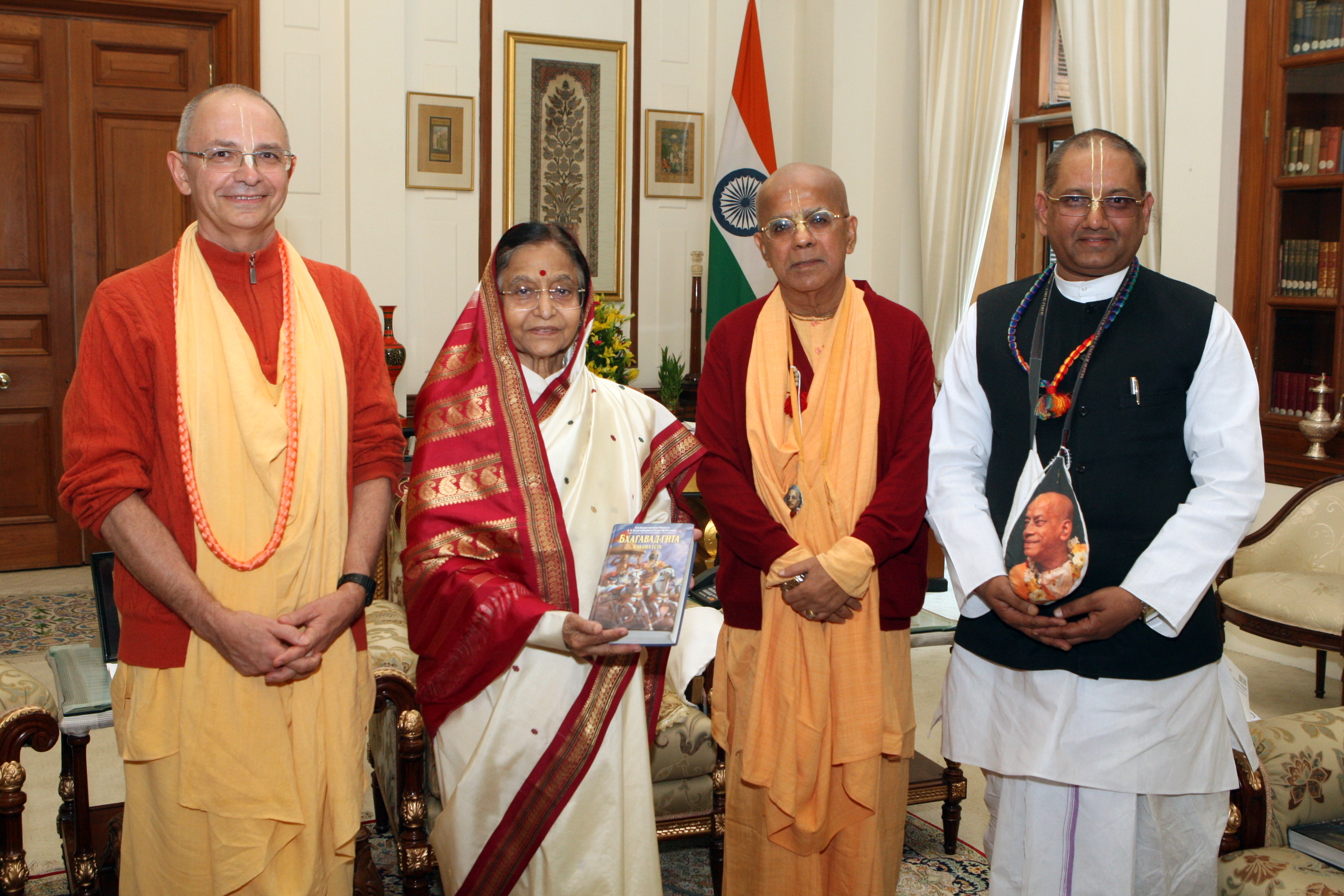
Президент Индии Пратибха Патил получает в подарок «Бхагавад-гиту как она есть» от Бхакти Вигьяны Госвами (первый слева) и Гопала Кришны Госвами (третий слева). Нью-Дели, февраль 2011 года.

В 1980 году Гопал Кришна официально развёлся со своей женой (которая к тому времени покинула ряды ИСККОН) и в 1981 году принял санньясу (уклад жизни в отречении) и титул «госвами» от Киртанананды Свами. В марте того же года ему поручили курировать деятельность ИСККОН в американских штатах Вашингтон, Монтана, Айдахо и Аляска.
27 февраля 1982 года Гопал Кришна Госвами был назначен «инициирующим гуру» ИСККОН, получив тем самым право принимать учеников. В том же году он стал членом комитета, сформированного Руководящим советом ИСККОН для организации подготовки празднования 500-летия со дня рождения Чайтаньи (1486—1534). Он также стал курировать деятельность ИСККОН в Махараштре, Харьяне, Джамму и Кашмире, Пенджабе, Химачал-Прадеш, Андхра-Прадеш и Гоа.
В марте 1984 года Гопал Кришна Госвами (вместе с Джагадишей Свами и Киртананандой Свами) начал руководить деятельностью ИСККОН во Вриндаване и в штатах Раджастхан, Мадхья-Прадеш и Уттар-Прадеш. В том же году (вместе с Бхакти Тиртхой Свами) он стал курировать деятельность ИСККОН в Кении, а с 1992 года — также и в Танзании, Уганде, Бурунди и Руанде.
С 1988 года Гопал Кришна Госвами стал регулярно приезжать в СССР, а потом в Россию и другие страны СНГ. В 1991—1993 годах он вместе с Киртираджей и Прабхавишну Свами курировал деятельность ИСККОН в России, Грузии, Армении, Азербайджане, Казахстане, Туркменистане, Узбекистане, Таджикистане и Киргизии. В 1991 году он был избран членом совета директоров Министерства ИСККОН по связям с общественностью. В 1993 году он перестал курировать Грузию и Армению, а на территории России руководил деятельностью ИСККОН только в городах Золотого кольца. Начиная с 1995 года он также руководил ИСККОН в Южном регионе России. В 1998 году деятельностью ИСККОН в странах Средней Азии вместо Гопала Кришны Госвами стал руководить Бхакти Бринга Говинда Свами. Руководящий совет освободил Гопалу Кришну Госвами от этой ответственности, чтобы дать ему больше времени для управления крупными проектами ИСККОН в Бомбее, Вриндаване и Дели. В 2001 году Гопал Кришна Госвами стал курировать деятельность ИСККОН также и в Москве.
В 2000 году Руководящий совет сформировал «Комитет по ритвикам», в который помимо Гопала Кришны Госвами вошли Джаяпатака Свами и ещё три кришнаита. Целью новообразованного комитета была организация защиты интересов ИСККОН в суде в споре с отколовшимся от ИСККОН движением ритвиков, представители которого подали в суд на Руководящий совет ИСККОН и на отдельных гуру.
Под руководством Гопала Кришны Госвами было построено несколько храмов ИСККОН в Индии и за её пределами. В 1994 году было завершено строительство храма Радхи-банкебихари в Найроби, Кения. В апреле 1998 года прошла инаугурация нового храма и ведического культурного центра ИСККОН в Нью-Дели — храма Радхи-Партхасаратхи (который также известен как «Слава Индии»). На церемонии открытия храма выступил с речью тогдашний премьер-министр Индии Атал Бихари Ваджпаи и посол России в Индии. В своей речи, Ваджпаи похвально отозвался о Бхактиведанте Свами Прабхупаде и о деятельности ИСККОН по распространению ведической культуры и индуизма по всему миру. В 2004 году, в «день явления» Баларамы «Баларама-джаянти», прошла инаугурация нового храма ИСККОН в Лудхиане. В 2007 году был открыт новый храм Радхи-Говинды в Фаридабаде. В сентябре того же года прошла инаугурация храма Кришны-Баларамы в Пунджаби-багхе — западном районе Нью-Дели. В феврале 2008 года был торжественно открыт храм Джаганнатхи в Газиабаде. 24 февраля 2013 года Гопал Кришна Госвами был одним из почётных гостей на церемонии инаугурации нового храма ИСККОН в городе Пуна (штат Махараштра). Кроме него, в церемонии приняли участие президент Индии Пранаб Мукерджи, актриса и политик Хема Малини, губернатор Махараштры К. Шанкаранараянан и гуру Радханатх Свами.
В Индии, Гопал Кришна Госвами периодически выступал на телевидении, радио и в прессе. Он регулярно давал лекции для самых различных аудиторий: членов Торговой палаты Мумбаи, студентов индийских университетов, индийских учёных и политиков. Он также принимал участие в межрелигиозном диалоге и регулярно выступал с лекциями по «Бхагавад-гите» и «Бхагавата-пуране» в храмах ИСККОН по всему миру.
| 2009 | Химачал-Прадеш, Дели, Азербайджан, Бурунди, Кения, Руанда, Танзания и Уганда                          | |
| 2009 | Мумбаи (за исключением Чоупатти)                                                                      | Радханатх Свами, Бхима Даса и Девакинандана Даса                                                           |
| 2009 | Раджастхан и Уттар-Прадеш (за исключением Вриндаваны)                                                 | Девакинандана Даса                                                                                         |
| 2009 | Гуджарат                                                                                              | Яшоматинандана Даса                                                                                        |
| 2009 | Маяпур                                                                                                | Джаяпатака Свами, Бхактичару Свами, Бхакти Пурушоттама Свами, Рамай Свами, Прагхоша Даса и Радханатх Свами |
| 2009 | Чхаттисгарх, Харьяна, Мадхья-Прадеш (за исключением Удджайна), Пенджаб и Уттаракханд                  | Махаман Даса                                                                                               |
| 2009 | Гоа, Даман и Диу и Пуна                                                                               | Радханатх Свами                                                                                            |
| 2009 | Пакистан                                                                                              | Харивиласа Даса                                                                                            |
| 2009 | Россия (Золотое кольцо)                                                                               | Бхакти Вигьяна Госвами                                                                                     |
| 2009 | Россия (Южный регион)                                                                                 | Бхакти Вигьяна Госвами и Прабхавишну Свами                                                                 |
| 2009 | Москва                                                                                                | Бхакти Вигьяна Госвами и Ниранджана Свами                                                                  |
| 2009 | Абхазия                                                                                               | Бхакти Вигьяна Госвами и Прабхавишну Свами                                                                 |
| 2009 | Канада (Приморские провинции, Онтарио, Степные провинции, Северо-Западные территории, Нунавут и Юкон) | Бхактимарга Свами                                                                                          |
| 2009 | Канада (Британская Колумбия)                                                                          | Бхактимарга Свами и Харивиласа Даса                                                                        |

## Смерть
Умер 5 мая 2024 года в возрасте 79 лет. Премьер-министр Индии Нарендра Моди выразил свои соболезнования, заявив, что Гопал Кришна Госвами «был почитаемой духовной иконой, пользовался уважением во всём мире за его непоколебимую преданность Бхагвану Шри Кришне и его неустанное служение через ИСККОН. В своих наставлениях он подчёркивал важность преданности, доброты и служения другим».

## Публикации
На английском
- Gopal Krishna Goswami. Who is that girl with Krishna? // The Times of India. — September 5, 2011.

На русском
- Гопал Кришна Госвами. Шри Упадешамрита.
- Гопал Кришна Госвами. Глазами писаний (книга 1).
- Гопал Кришна Госвами. Глазами писаний (книга 2).
- Гопал Кришна Госвами. Амритера тарангини — Волны нектара. — 2011. — 160 с.

## Ученики
- Рамеш Каллидай (Ромапада Даса)
- Санджит Кумар Джха (Садхуприя Даса)
- Хема Малини